# Xã Chapman, Quận Clay, Kansas
Xã Chapman (tiếng Anh: Chapman Township) là một xã thuộc quận Clay, tiểu bang Kansas, Hoa Kỳ. Năm 2010, dân số của xã này là 191 người.